# Cristo di Vũng Tàu

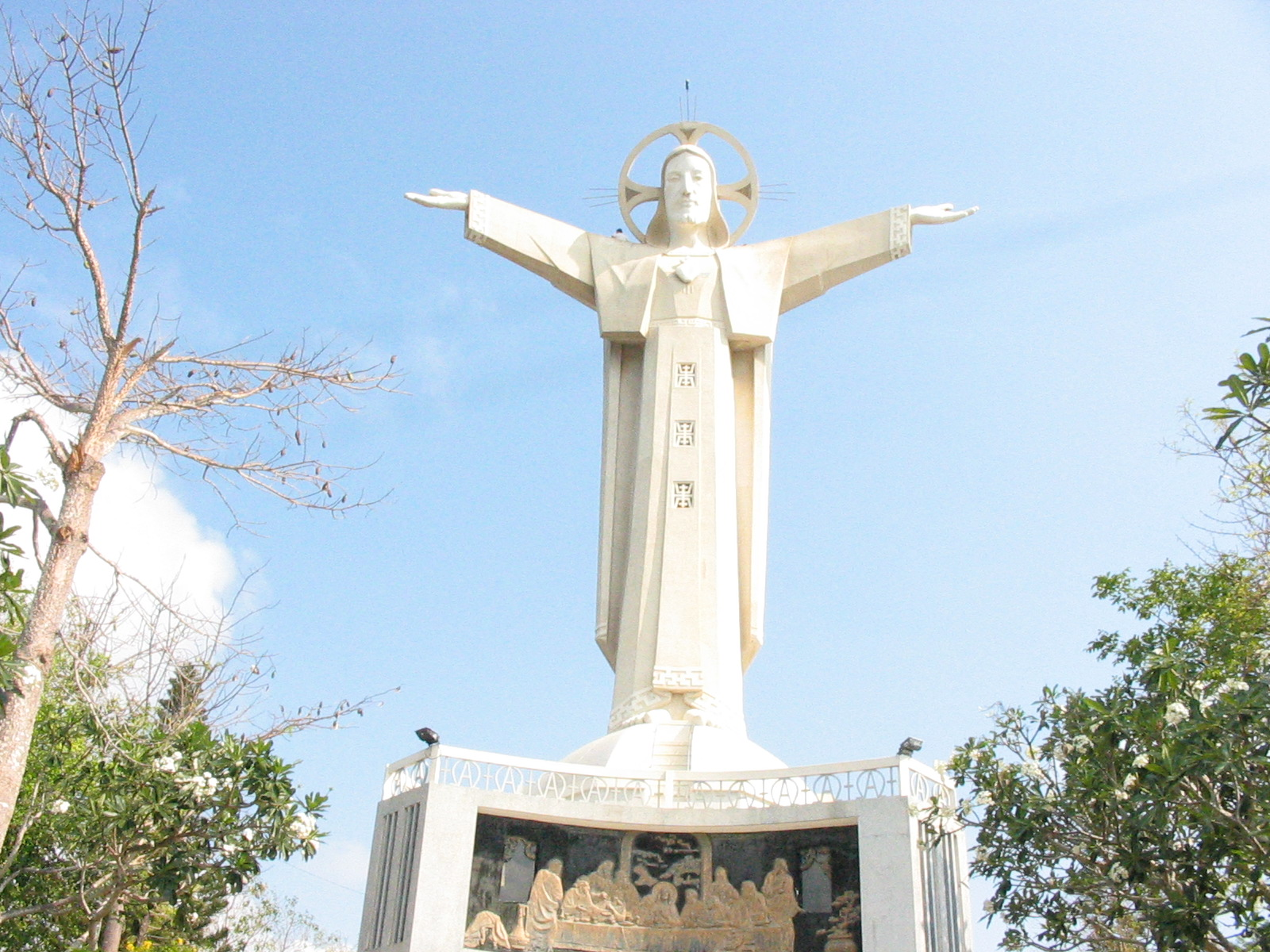
Il Cristo di Vũng Tàu

Il Cristo di Vũng Tàu (in vietnamita Tượng Chúa Kitô Vua) è una statua colossale di Gesù situata sulla sommità del Monte Nho, nella città vietnamita di Vũng Tàu. La sua costruzione iniziò nel 1974 e terminò nel 1993. È la più alta scultura dedicata a Gesù in Asia e la quarta a livello mondiale.

## Descrizione
L'opera, realizzata tutta in calcestruzzo eccetto il mantello che è di granito, è alta 32 metri, poggia su una base di 4 m e al suo interno ha una scala di 133 gradini.